# چولکی (ایذه، شرق)
چولکی یک روستا در ایران است که در شهرستان ایذه استان خوزستان واقع شده‌است.

## جمعیت
این روستا در دهستان حومه‌شرقی قرار دارد و بر اساس سرشماری مرکز آمار ایران در سال ۱۳۸۵، جمعیت آن ۲۹۷ نفر (۴۸ خانوار) بوده‌است.ساکنان این روستا از طایفه شالو هستند.